# Лебедь (созвездие)
Ле́бедь (лат. Cygnus) — созвездие северного полушария неба. Яркие звёзды образуют характерный крестообразный рисунок — астеризм Северный крест, вытянутый вдоль Млечного Пути. У древних людей он ассоциировался с летящей птицей: вавилоняне называли созвездие «лесной птицей», арабы — курицей.
Лебедь достигает кульминации в полночь 29 июня и наиболее заметен вечером с начала лета до середины осени в Северном полушарии. В средних широтах России созвездие можно отыскать в любое время года. На юге России и бывшего СССР созвездие кульминирует в области зенита.
Трёхбуквенное сокращение для созвездия, принятое МАС в 1922 году, — «Cyg». Официальные границы созвездия, установленные Эженом Дельпортом в 1930 году, определяются как многоугольник из 28 сегментов. Покрывая 804 квадратных градуса и около 1,9 % ночного неба, Лебедь занимает 16 место из 88 созвездий по размеру.
Обычно созвездие Лебедя изображается с Дельтой (δ) и Эпсилон (ε) и Лебедя в качестве его крыльев. Денеб, самая яркая звезда в созвездии, находится у его хвоста, а Альбирео — в качестве кончика клюва.

## Интересные объекты
- Денеб (α Лебедя, видимая звёздная величина 1,25) — очень яркая звезда, белый сверхгигант со светимостью в 67 000 раз больше солнечной. Самая дальняя звезда первой величины[5]. Одна из вершин Летне-осеннего треугольника[6].
- Альбирео (β Лебедя) — двойная звезда, легко различимая в телескоп.
- 61 Лебедя — двойная звезда, состоящая из двух оранжевых карликов.
- Лебедь А — радиогалактика, один из сильнейших источников радиоизлучения на небе.
- Лебедь X — обширная область звездообразования.
- Лебедь X-1 — яркий рентгеновский источник, двойная система, в которую входят голубой сверхгигант HDE 226868 и чёрная дыра.
- Лебедь X-3 — двойная звезда с релятивистским объектом.
- NGC 7000 — туманность Северная Америка.
- IC 5070 — туманность Пеликан.
- Северный Угольный Мешок — тёмная туманность.
- М29 — рассеянное звёздное скопление «Градирня».
- M39 — рассеянное звёздное скопление.
- Галактика Фейерверк (NGC 6946) — галактика-рекордсмен по числу зарегистрированных вспышек сверхновых (10 штук).
- 16 Лебедя — тройная система с двумя похожими на Солнце звёздами и планетой, в 1999 году к системе было отправлено радиопослание жителей Земли внеземным цивилизациям.
- новая Лебедя 1975 года[вд] (V1500 Cygni) — самая яркая Новая за последние 60 лет, достигла 2,0 зв. вел.
- Мерцающая туманность — планетарная туманность, у которой проявляется внешняя структура при наблюдении боковым зрением.
- Туманность Полумесяц — эмиссионная туманность.
- Туманность «Ведьмина метла» — остаток сверхновой, часть туманности Вуаль.
- Туманность Вуаль — диффузная туманность, остаток сверхновой.
- Лебедь OB2-12 — очень яркий голубой гипергигант[7] с абсолютной болометрической звёздной величиной −12,2, светимость которого приближается к верхнему пределу звёздной светимости.
- P Лебедя — редкого типа вспышечная переменная звезда.
- NML Лебедя  —  красный гипергигант, одна из крупнейших звёзд, известных в настоящее время, с радиусом, равным 1642—2775[8] радиусам Солнца.
- KY Лебедя, ещё одна из крупнейших звёзд, известных в настоящее время, с радиусом, равным 1420 радиусам Солнца.
- WR 142 — крайне редкая  звезда Вольфа — Райе кислородной последовательности, находящаяся на последней стадии эволюции. Является одной из самых горячих известных звёзд, обладая температурой 200000 K.
- Хи Лебедя — яркая мирида, в течение периода может менять блеск на 12m — от 2,3m до 14,3m, из видимой невооружённым глазом делаясь незаметной даже для небольших телескопов[9].
- SS Лебедя — прототип типа катаклизмических переменных звёзд, одна из самых наблюдаемых переменных звёзд в мире.
- KIC 9832227 — тесная двойная система на расстоянии 1800 св. лет от Земли, на небесной сфере находящаяся около Дельты Лебедя. Предсказано, что около 2022 года её компоненты столкнутся, что создаст яркую красную новую, которая, как ожидается, будет видна невооружённым глазом[10].
- каппа-Цигниды — метеорный поток, ежегодно появляющийся в августе со стороны границы между созвездием Лебеда и созвездием Дракон[11].

## Астеризм «Северный крест»
Астеризм Северный крест, определяющий характерную форму созвездия, включает звёзды α (Денеб), β (Альбирео), γ (Садр), δ и ε (Дженах).

## История
Древнее созвездие. Включено в каталог звёздного неба Клавдия Птолемея «Альмагест» под названием «Птица». Согласно одному из древнегреческих мифов, Лебедь — это Зевс, преследующий Леду. По другой версии, Орфей был помещён на небо в образе лебедя недалеко от Лиры.
Одно из самых ранних упоминаний созвездия на русском языке — в рукописи XI века, изданной А. Будиловичем под названием «XIII слов Григория Богослова в древнеславянском переводе…».